# R-Type
R-Type es un videojuego de género matamarcianos creado por Irem en 1987 para las máquinas recreativas o Arcade.
En este juego el jugador controla a un caza espacial llamado R-9 que se caracteriza por un láser que se puede cargar para aumentar la fuerza de impacto contra los enemigos y a la vez, con una cápsula, llamada Force (fuerza) que se deja anclar a la nave y otorga un arma definida de acuerdo con el color o la letra que tiene el Power-Up que se recoge a los siguientes. El poder de "Fuerza" aumenta conforme se recogen más armas. También existen extras para aumentar la velocidad de despliegue de la nave, cápsulas fijas sobre el techo y debajo de la base de R-9 y misiles detectores (homing) como añadido eficiente al disparo que ya poseemos. Lo que más distinguió a R-Type de los juegos de la competencia era la novedad de poder utilizar la cápsula "Force" tanto para atacar como para defenderse de los disparos enemigos y que esta se podía lanzar y separar de la nave para utilizarla como un satélite, además de forma libre, lo que habilitaba al jugador de anclar "Fuerza" en la cola de la nave y así dispara hacia atrás, es decir hacia la izquierda de la pantalla. R-Type fue el único juego que disponía de estas características y de un apartado técnico impecable. Daba igual la cantidad de enemigos o su tamaño en pantalla, R-Type no se ralentizaba ni se dañaba la apariencia en otros objetos que simultáneamente se movían sobre la pantalla. Este era un error muy común en aquellos tiempos pero Irem demostró su maestría en crear un shooter horizontal sin estos errores comunes. Este último hecho solo se entiende para la versión original de R-Type en máquina recreativa. Las conversiones para consolas y ordenadores solían tener algunos fallos pero era debido a que el hardware no cumplía con los requisitos para poder programar a un R-Type vistoso y sin ralentizaciones.

## Juegos de la serie
- R-Type para Arcade, MSX, Spectrum, Amstrad CPC, Commodore Amiga, PC-Engine, SEGA Master System y PlayStation (dentro del recopilatorio R-Types). Debido a problemas de espacio, se tuvo que dividir la versión japonesa del juego de PC Engine en dos.
- R-Type para Amstrad CPC. Remake desarrollado en el 2012 aprovechando toda la potencia del ordenador.
- R-Type II para Arcade, Commodore Amiga, Famicom (Solo en Japón) y PlayStation (dentro del recopilatorio R-Types).
- R-Type Leo solo para Arcade.
- R-Type III: The Third Lightning para SNES/Super Famicom, GBA y Consola Virtual Wii
- R-Type Delta para PlayStation, el primer R-Type en dar un salto al 3D.
- R-Type Final para PlayStation 2.
- R-Type Final 2 para PlayStation 4, Xbox One, Nintendo Switch y PC.
- R-Type Final 3 Evolved para PlayStation 5.

También fueron publicados los siguientes recopilatorios y versiones alternativas:
- Super R-Type para SNES/Super Famicom, un juego que incluye fases del primer R-Type y de R-Type II, más algunas totalmente nuevas y exclusivas.

- R-Type DX para GameBoy Color , que incluye sus versiones blanco y negro, color y el juego R-Type DX que no es otra cosa que R-Type y R-Type II combinados.

- R-Types para PlayStation/PSOne, que incluye en un mismo disco conversiones originales de R-Type y R-Type II, con nuevas secuencias FMV. La versión original japonesa incluía, además, una opción dentro del juego con una completa base de datos de los enemigos. Esta opción fue eliminada de las versiones estadounidenses y europeas por motivos desconocidos.

- También hay una versión en Game Boy Advance de R-Type III pero que pierde mucho de la original en Super Nintendo (que sí supo aprovechar el sistema de la SNES al máximo creando buenos efectos).

- En 1987 fue lanzada para ZX Spectrum y Amstrad CPC una conversión de R-Type desarrollada por Electric Dreams, que cuenta con una excelente crítica por parte de los jugadores, dadas las limitadas capcacidades técnicas de los sistemas.

- R-Type Dimensions vía Xbox Live y PlayStation Network para Xbox 360 y PlayStation 3 respectivamente, en colaboración entre Tozai, Inc. e Irem. Aparte de ofrecer una vez más la oportunidad de disfrutar de los dos primeros juegos R-Type se renovó el aspecto visual con gráficos 3D, texturas alisadas y trasfondos movedizos y con efectos como neblina. Pero a la vez también se deja alternar a los gráficos de los años 80 y también dispone de algunos filtros gráficos para hacer parecer la apariencia moderna algo más antigua, como si fuese de la SNES, por ejemplo. A todo ello se añaden algunos cambios de configuración y de modos de juego. Quizás sea el recopilatorio más divertido desde R-Types puesto a que invita a experimentar un poco sus nuevas funciones, pero conservándose la esencia clásica que tan famoso lo hizo en sus días.

- R-Type Tactics para PlayStation Portable.

- R-Type Tactics 2 para PlayStation Portable.

### Otros Medios
- R-9A Arrowhead, Scant y Dobkeratops de R-Type aparecen en el capítulo 30 del manga Warera Hobby's Famicom Seminar.
- R-9A Arrowhead, Scant, Dobkeratops, Wick, Gouger, Gomander y Warship de R-Type aparecen en el capítulo 17 del manga Rock 'n Game Boy.
- En el capítulo 6 del manga High Score Girl, aparece una carátula de la versión de PC Engine con sus juegos, incluyendo a la de R-Type. Además, R-9A Arrowhead hace un breve cameo en cada capítulo.
- En el drama japonés No Continue Kid: Bokura no Game Shi, el arcade R-Type aparece en el episodio 7 seguido con Gradius II.